# Korčákovo rozdělení
Korčákovo rozložení, též Korčákův zákon nebo Korčákův exponent je druh statistického rozložení, který je charakteristický jednosměrným sešikmením. Popisuje typický způsob rozložení geografických jevů, kdy na málo maxim připadá mnoho minim (např. velikosti měst, ostrovů nebo jezer). Jde o pravidelnost ve struktuře vnějšího světa, jednu z relativně mála v sociální geografii. Jejím objevitelem je významný český geograf Jaromír Korčák, na kterého navázali např. Martin Hampl nebo Maurice Fréchet a zejména Benoit Mandelbrot.

## Historie
V roce 1938 publikoval Jaromír Korčák příspěvek Deux types fondamentaux de distribution statistique (Dva základní typy statistické distribuce) na mezinárodní statistické konferenci, která se konala v Praze. Práce však, i vzhledem k období, částečně zapadla. V poválečných letech však byla inspirací dvěma nezávislým liniím výzkumu. V české geografii rozvíjí dualitu statistického rozložení Korčákův žák Martin Hampl, a to zejména ve vztahu ke geografické organizaci reality. V zahraničí si práce všiml matematik Maurice Fréchet a díky němu i Benoit Mandelbrot, zakladatel fraktální geometrie. Právě Mandelbrot rozpracoval Korčákovy poznatky do matematické podoby a zavedl pojem Korčákův exponent. Od 70. let prudce stoupá užití pojmu v odborné literatuře.
Paradoxem je, že sám Mandelbrot původní Korčákovu práci nečetl a že Korčák se o jejím ohlasu nedozvěděl, ačkoliv zemřel až 14 let po vydání Mandelbrotovy knihy (Fraktály: Tvar, náhoda a dimenze).

## Vlastnosti
Statistické rozložení je hustotou rozložení pravděpodobnosti výskytu jevu. Graficky je znázorňuje distribuční funkce. Pro geografické jevy je jednorozměrným vyjádřením dvojrozměrného rozložení v prostoru. Je možné ho aproximovat matematickou funkcí. Krajně asymetrická rozložení pak obvykle vystihují exponenciální funkce (vizualizováno může být i log-log měřítkem, které dobře odhaluje empirické odchylky od teoretického modelu). Samotné rozložení je pak výsledkem působení obecných statistických principů (stochastická, tj. rámcová platnost) a faktorů konkrétního kontextu. Z obecných principů je zásadní multiplikativní charakter sledovaných jevů. Konkrétněji, jde o principy preferenčního napojení (nabaluje se na úspěšné – např. citace vědeckých článků), kritické velikosti (modely pro zemětřesení, laviny atd.) nebo endogenní nerovnoměrnosti (bohatší bohatnou rychleji). Mocninná funkce aproximující rozložení souboru má obecný tvar:
{\displaystyle {\begin{aligned}P(x)&=kx^{-b}\\\end{aligned}}}
kde k a b jsou konstanty. Konkrétní empirické řady uvedené Korčákem aproximují Fréchet s Mandelbrotem touto funkcí:
{\displaystyle {\begin{aligned}N(A\geq a)&\sim ma^{-c}\\\end{aligned}}}
kde N(A>a) označuje četnost o minimální veliksoti (a), m je konstanta a c je Korčákův exponent.
Zásadní vlastností takovéto funkce pak je, že její spojitá část má stejné vlastnosti jako celá funkce. Náhodný vzorek souboru by tedy měl vykazovat totéž rozložení. Klíčovou roli pro další výzkum pak sehrává exponent (c), o kterém je možné mluvit jako o exponentu měřítkovém. Vyjadřuje totiž poměr větších a malých objektů. Na základě měřítkového poměru je možné vypočítat fraktální dimenzi. Význam Korčákova exponentu ve studiu fraktálních tvarů vyjádřil následujícím způsobem doc. Josef Novotný:
„Fraktální dimenze tedy udává, do jaké míry daný soubor ‚vyplňuje‘ nadřazený euklidovský prostor. Pronikavěji diferenciované fraktální soubory vyplňují tento prostor úplněji (komplexněji), než soubory s nižší hodnotou exponentu. (...) Fraktální dimenze, a potažmo tak měřítkový exponent, se používá v řadě vědních disciplín k zachycení určité „pravidelnosti v nepravidelnostech“ různých útvarů. Mimo jiné se např. uplatňuje při tvorbě digitálních modelů zemského povrchu nebo při hodnocení komplexity krajiny, resp. míry její fragmentace a stability této fragmentace v čase“
Fraktální charakter reálných jevů je ale pouze přibližný a výpočet příslušného exponentu je nakonec vždy aproximace. Touto metodou taktéž stanovil Mandelbrot vztah, kde fraktální dimenze je dvojnásobek Korčákova exponentu. Obecná platnost tohoto vztahu však byla později vyvrácena.

## Význam
Jde o jednu z relativně mála popsaných geografických pravidelností. Korčákův zákon popisuje typické rozložení geografických jevů, které je dosahováno vnějšími diferenciačními faktory. V rámci teorie geografické organizace reality vysvětluje Martin Hampl vztah statistického rozložení a komplexity sledovaného jevu. Soubory elementů jsou obvykle diferencovány na základě vnitřních faktorů a jejich velikostní charakteristiky bývají popisovány normálním rozdělením. Naopak strukturální charakteristiky komplexních jevů (např. regiony atd.) již obsahují vztahy mezi elementy, a naopak tíhnou k vyšší pravostranné šikmosti, tedy ke Korčákovu rozložení. Korčák i Mandelbrot zákon ilustrují poměrně širokou řadu empirických příkladů v geografii. Nicméně na poli výzkumu nesymetrických rozložení nebyl Korčák zdaleka prvním. Na nevhodnost předpokladu symetrického rozdělení poukazovali již dříve například Galton nebo McAlister.